# Shams al-Din al-Samarqandí
Shams al-Din al-Samarqandí (àrab: شمس الدين السمرقندي)  (Samarcanda, c. 1250 - c. 1310), de nom complet Muhammad ibn Asraf Shams ad-Dīn as-Samarqandī al-Huseyni, va ser un matemàtic de l'Edat d'or de l'islam.

## Vida i obra
No es coneix gairebé res de la seva vida. Per la seva nisba cal suposar que procedia de Samarcanda o dels seus entorns. Potser va estudiar a Bagdad, essent deixeble de Burhan al-Din al-Nasafí, i va escriure les seves obres durant els anys 1280's i 1290's.
Va ser molt conegut per les seves obres de teologia filosòfica, lògica, geometria i astronomia. En aquest darrer camp va escriure dos tractats influents: el Tadhkira fi'ilm al-hay'a (Sinopsi d'astronomia matemàtica) i un catàleg d'estrelles, Amal al-taqwim li-al-kawakib al-thabita (Construcció del calendari de les estrelles fixes); en el camp de la geometria va escriure el Kitab ashkal al-ta'sis (Llibre dels teoremes fonamentals), en el qual demostra i comenta els trenta-sis teoremes que ell considera més importants dels Elements d'Euclides, intentant, a més, demostrar el cinquè postulat.
Però en el camp en el que l'autor és més original és en la teoria de la controversia, en el qual les seves idees es poden qualificar com "negociació social de la veritat". Sobre aquest tema va escriure diferents tractats sobre les normes que han de conduir les disputes acadèmiques, entre les quals destaca el Risāla fī Ādāb al-Baḥth wa-l-Munāẓara (Tractat sobre els protocols de la investigació i la disputa dialèctica). Altres obres seves sobre el tema porten per títols: Qisṭās al-afkār fī taḥqīq al-asrār, al-Mu‘taqadāt, al-Anwār al-ilāhiyya i Risāla fī ’ādāb al-baḥth, a més de diversos comentaris de les obres d'al-Nasafí, qui també s'havia interessat en el tema.